# Ньян Він
Ньян Він (англ. Nyan Win, бірм. ဉာဏ်ဝင်း; 22 січня 1953) — політичний діяч М'янми та дипломат, міністр закордонних справ М'янми (2004—2011).

## Життєпис
Ньян Він закінчив Академію служб оборони (DSA). Він був заступником начальника військової підготовки в Збройних силах М'янми до того, як став членом Державної ради з миру та розвитку. Він також виконував обов'язки коменданта Командно-штабного коледжу. Дослужився до звання генерал-майора армії Бірми.
З 18 вересня 2004 по 2011 рр. — був міністром закордонних справ М'янми.
Ньян Він здобув місце в місцевому регіональному виборному органі на виборах у 2010 році, представляючи місто Зігон, і був призначений головним міністром регіону Баго 30 березня 2011 року, на цій посаді працював до 2016 року.

## Сім'я
- Дружина — М'їн М'їн Со.